# Bahnstrecke Rennes–Saint-Malo
| |                      |                                                          |                                                          |
| Streckennummer (SNCF): | 441000               |                                                          |                                                          |
| Streckenlänge: | 81 km                |                                                          |                                                          |
| Spurweite: | 1435 mm (Normalspur) |                                                          |                                                          |
| Stromsystem: | 25 kV 50 Hz ~        |                                                          |                                                          |
| Maximale Neigung: | 7 ‰                  |                                                          |                                                          |
| Streckengeschwindigkeit: | 150 km/h             |                                                          |                                                          |
| Zweigleisigkeit: | durchgängig          |                                                          |                                                          |
| |                      |                                                          |                                                          |
| \| \| \| Altstrecke von Paris und LGV BPL \| \| \| \| \| von Châteaubriant \| \| \| \| 373,2 \| Rennes \| Rennes \| \| \| \| nach Redon \| \| \| \| 375,7 \| Vilaine \| Vilaine \| \| \| 375,7 \| nach Brest \| nach Brest \| \| \| 377,3 \| Rennes-Pontchaillou \| Rennes-Pontchaillou \| \| \| \| Canal d’Ille-et-Rance \| \| \| \| 386,1 \| Betton \| Betton \| \| \| 389,5 \| Chevaigné \| Chevaigné \| \| \| \| Ille \| \| \| \| 393,7 \| Saint-Germain-sur-Ille \| Saint-Germain-sur-Ille \| \| \| \| Insgesamt 7 Querungen von Ille und Canal d’Ille-et-Rance \| \| \| \| 398,0 \| Saint-Médard-sur-Ille \| Saint-Médard-sur-Ille \| \| \| \| Querungen von Ille und Canal d’Ille-et-Rance \| \| \| \| 401,9 \| Montreuil-sur-Ille \| Montreuil-sur-Ille \| \| \| 406,9 \| Dingé \| Dingé \| \| \| 415,2 \| Combourg \| Combourg \| \| \| 422,8 \| Bonnemain \| Bonnemain \| \| \| 430,5 \| von Lamballe \| von Lamballe \| \| \| 431,3 \| Dol-de-Bretagne \| Dol-de-Bretagne \| \| \| \| nach Lison \| \| \| \| 440,6 \| La Fresnais \| La Fresnais \| \| \| 442,4 \| Canal des Allemands \| Canal des Allemands \| \| \| \| von Miniac-Morvan \| \| \| \| 445,8 \| Saint-Méloir – La Gouesnière – Cancale \| Saint-Méloir – La Gouesnière – Cancale \| \| \| 453,4 \| Hafenbahn \| Hafenbahn \| \| \| 454,1 \| Saint-Malo Neuer Bf \| Saint-Malo Neuer Bf \| \| \| \| alter Hafenanschluss \| \| \| \| 454,4 \| Alter Bahnhof Saint-Malo \| Alter Bahnhof Saint-Malo \| |                      |                                                          |                                                          |
| Strecke |                      | Altstrecke von Paris und LGV BPL                         | Altstrecke von Paris und LGV BPL                         |
| Abzweig geradeaus und von links |                      | von Châteaubriant                                        | von Châteaubriant                                        |
| Bahnhof | 373,2                | Rennes                                                   | Rennes                                                   |
| Abzweig geradeaus und nach links |                      | nach Redon                                               | nach Redon                                               |
| Brücke über Wasserlauf | 375,7                | Vilaine                                                  | Vilaine                                                  |
| Abzweig geradeaus und nach links | 375,7                | nach Brest                                               | nach Brest                                               |
| Haltepunkt / Haltestelle | 377,3                | Rennes-Pontchaillou                                      | Rennes-Pontchaillou                                      |
| Brücke über Wasserlauf |                      | Canal d’Ille-et-Rance                                    | Canal d’Ille-et-Rance                                    |
| Bahnhof | 386,1                | Betton                                                   | Betton                                                   |
| Bahnhof | 389,5                | Chevaigné                                                | Chevaigné                                                |
| Brücke über Wasserlauf |                      | Ille                                                     | Ille                                                     |
| Bahnhof | 393,7                | Saint-Germain-sur-Ille                                   | Saint-Germain-sur-Ille                                   |
| Brücke über Wasserlauf |                      | Insgesamt 7 Querungen von Ille und Canal d’Ille-et-Rance | Insgesamt 7 Querungen von Ille und Canal d’Ille-et-Rance |
| Bahnhof | 398,0                | Saint-Médard-sur-Ille                                    | Saint-Médard-sur-Ille                                    |
| Brücke über Wasserlauf |                      | Querungen von Ille und Canal d’Ille-et-Rance             | Querungen von Ille und Canal d’Ille-et-Rance             |
| Bahnhof | 401,9                | Montreuil-sur-Ille                                       | Montreuil-sur-Ille                                       |
| Bahnhof | 406,9                | Dingé                                                    | Dingé                                                    |
| Bahnhof | 415,2                | Combourg                                                 | Combourg                                                 |
| Bahnhof | 422,8                | Bonnemain                                                | Bonnemain                                                |
| Abzweig geradeaus und von links | 430,5                | von Lamballe                                             | von Lamballe                                             |
| Bahnhof | 431,3                | Dol-de-Bretagne                                          | Dol-de-Bretagne                                          |
| Abzweig geradeaus und nach rechts |                      | nach Lison                                               | nach Lison                                               |
| Bahnhof | 440,6                | La Fresnais                                              | La Fresnais                                              |
| Brücke über Wasserlauf | 442,4                | Canal des Allemands                                      | Canal des Allemands                                      |
| Abzweig geradeaus und ehemals von links |                      | von Miniac-Morvan                                        | von Miniac-Morvan                                        |
| Bahnhof | 445,8                | Saint-Méloir – La Gouesnière – Cancale                   | Saint-Méloir – La Gouesnière – Cancale                   |
| Abzweig geradeaus und nach rechts | 453,4                | Hafenbahn                                                | Hafenbahn                                                |
| Kopfbahnhof Strecke ab hier außer Betrieb | 454,1                | Saint-Malo Neuer Bf                                      | Saint-Malo Neuer Bf                                      |
| Abzweig geradeaus und nach links (Strecke außer Betrieb) |                      | alter Hafenanschluss                                     | alter Hafenanschluss                                     |
| Kopfbahnhof Streckenende (Strecke außer Betrieb) | 454,4                | Alter Bahnhof Saint-Malo                                 | Alter Bahnhof Saint-Malo                                 |

Die Bahnstrecke Rennes–Saint-Malo ist eine französische Bahnstrecke im Département Ille-et-Vilaine. Als Zweigstrecke der Bahnstrecke Paris–Brest verbindet sie Rennes, Hauptstadt der Region Bretagne und des Départements, mit der Hafenstadt Saint-Malo, einem stark nachgefragten Touristenziel und Sitz einer Unterpräfektur.
Sie ist 81 km lang, durchgehend elektrifiziert und zweigleisig. Bei SNCF Réseau hat sie die Streckennummer 441000.

## Geschichte
Seit den 1840er Jahren reichten die Städte Saint-Malo, Saint-Servan und Paramé (die beiden letzteren sind heute Stadtteile von Saint-Malo) Gesuche ein, an die geplante „Westbahn“ angeschlossen zu werden.
1851 wurde die Konzession für die Strecke (Paris–) Chartres–Rennes (–Brest) vergeben. 1855 wurde die Fusion mehrerer Bahngesellschaften zur Compagnie des chemins de fer de l’Ouest (Ouest) besiegelt. Der Staat erteilte die Auflage, mehrere Bahnstrecken zu errichten, darunter auch Rennes–Redon, Rennes–Brest (Finistère) und Rennes–Saint-Malo. Für diese wurde eine Führung bei oder durch Dol-de-Bretagne vorgeschrieben, sie sollte innerhalb von acht Jahren eröffnet werden.
Nachdem Rennes 1858 erreicht war, führte die Ouest die Zweigstrecke nach Saint-Malo zwischen 1860 und 1864 aus. Für den Endbahnhof wählte man eine Stelle genau zwischen Saint-Malo und Saint-Servan aus, in den Dunes du Talards bei einer ehemaligen Bootswerft. Am 27. Juli 1864 wurde die Strecke mit einem großen Fest am Endbahnhof eingeweiht. Die Fahrzeit betrug zweieinhalb Stunden.
Seit 11. Dezember 2005 wird die Strecke elektrisch betrieben, auch um direkte TGV von Paris Gare Montparnasse nach Saint-Malo anbieten zu können. Der Bahnhof in Saint-Malo wurde dazu 260 m zurückgenommen. Das alte Bahnhofsgebäude wurde gegen öffentliche Proteste 2009 abgerissen, um einem städtebaulichen Entwicklungsprojekt Platz zu machen.

## Streckenbeschreibung

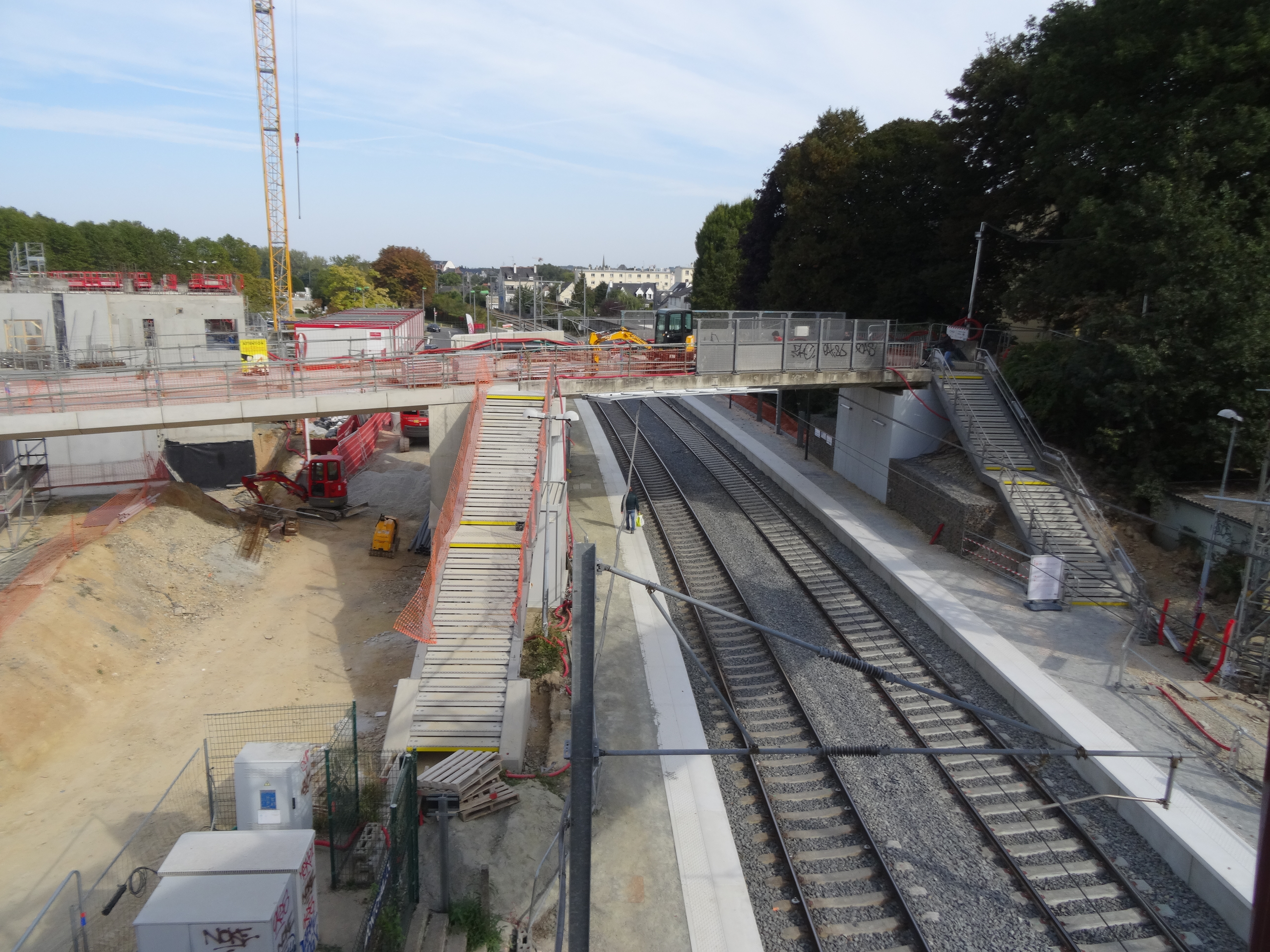
Rennes Pontchaillou im Umbau, Oktober 2016

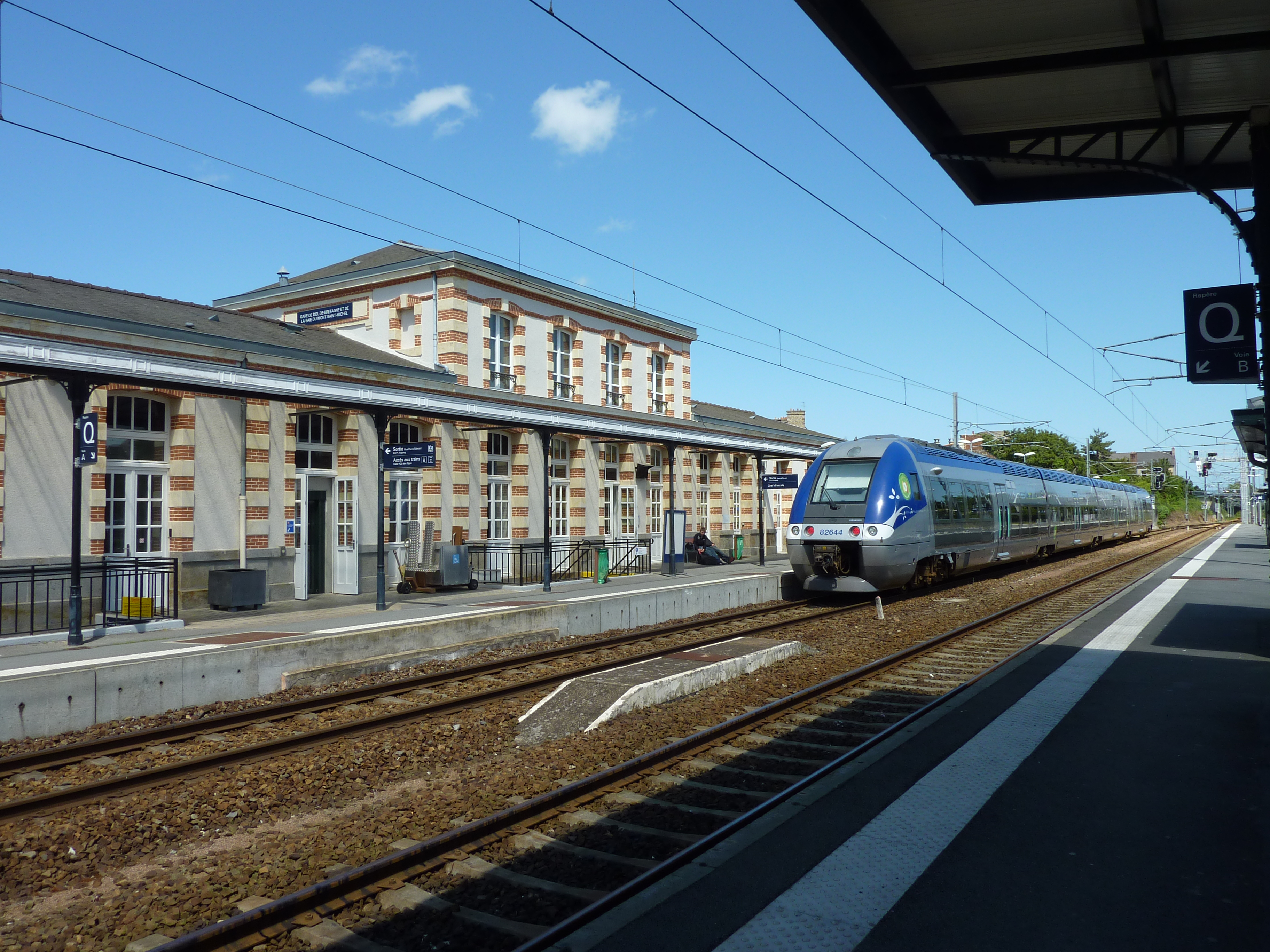
Nahverkehrszug in Dol-de-Bretagne

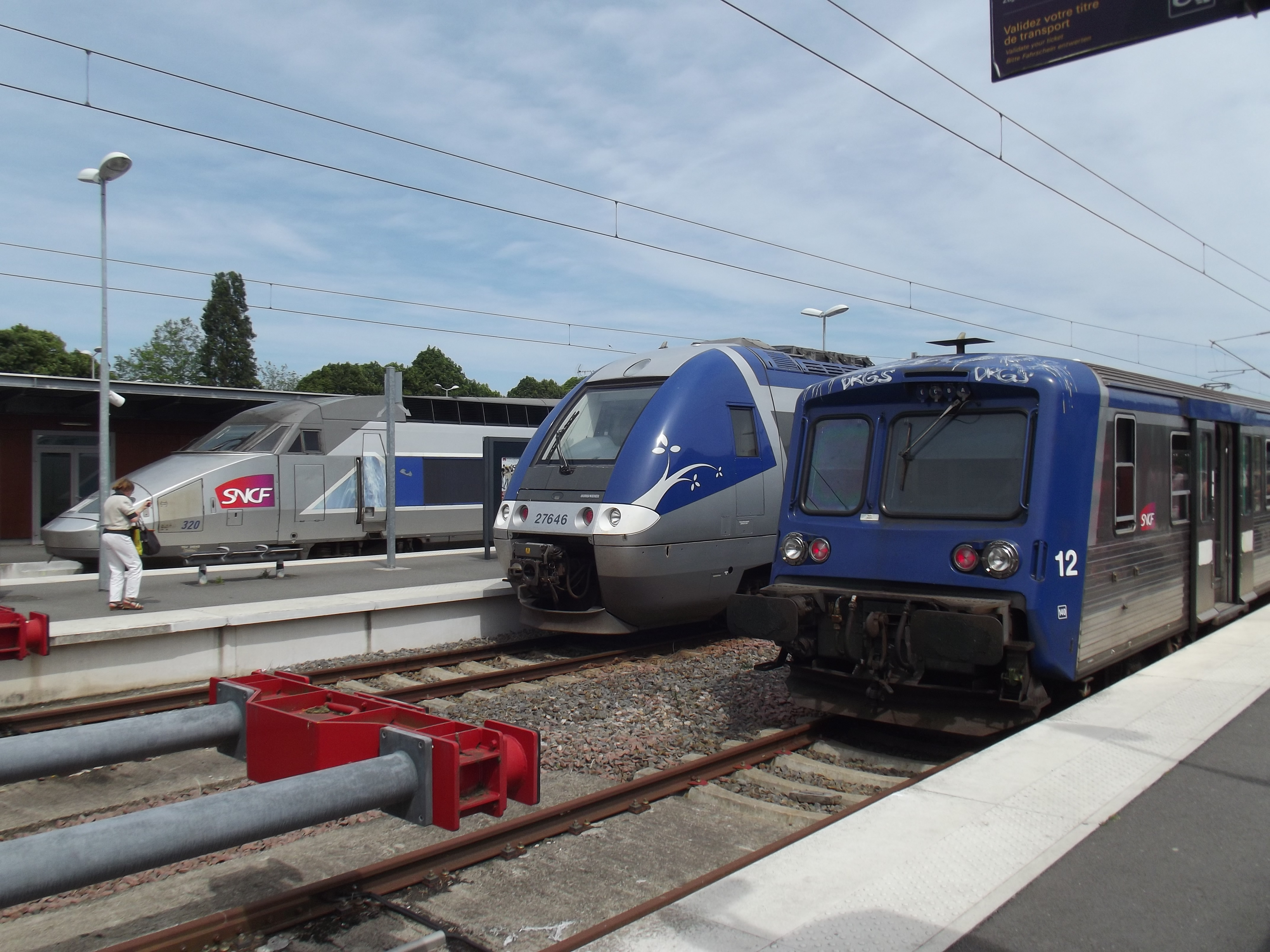
Endstation Saint-Malo, ein TGV Atlantique, ein AGC und ein X 2100 belegen drei der vier Bahnsteiggleise.

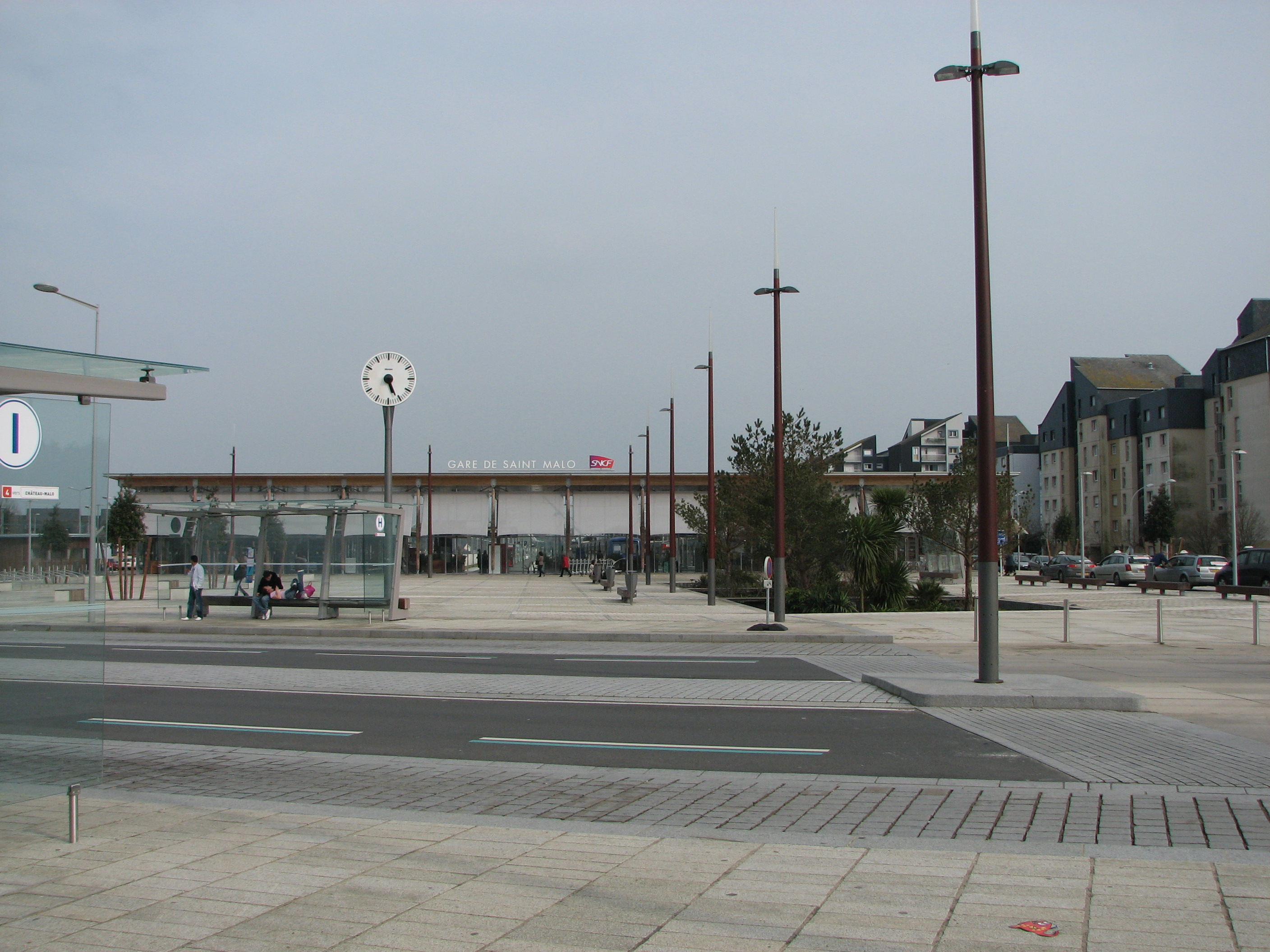
Heutiger Bahnhofsvorplatz, gleichzeitig alter Bahnhofsstandort in Saint-Malo

### Verlauf
Die Strecke beginnt am Abzweig Port-Cahours an der Bahnstrecke Paris–Brest etwa 2500 m westlich vom Bahnhof Rennes. Sie umfährt die Stadt nordwestlich. Sie führt anschließend nach Norden und überquert mehrfach die Ille und den Canal d’Ille-et-Rance, in einer hügeligen Landschaft mit vielen Kurven. Nach Montreuil-sur-Ille, dem Endpunkt des Vorortverkehrs aus Rennes, wird eine für die Trassierung günstigere landwirtschaftlich geprägte Region erreicht, durchsetzt mit Wäldern und Seen. Sie bedient den Bahnhof Combourg, die Stadt des Schlosses von François-René de Chateaubriand und führt weiter nach Norden bis nach Dol-de-Bretagne, wo sie sich mit der Bahnstrecke Lison–Lamballe trifft. Von hier aus führt sie nach Nordwesten und durchquert eine Region mit ausgeprägtem Gemüseanbau. Sie passiert den Bahnhof La Gouesnière – Cancale – Saint-Méloir-des-Ondes, an dem eine Zweigstrecke aus Miniac-Morvan einfädelte, und erreicht Saint-Malo von Osten her.

### Geschwindigkeiten
Die folgende Tabelle gibt die maximal erlaubten Geschwindigkeiten im Verlauf der Strecke an, die von Nahverkehrszügen (TER) und TGV in der Regel auch genutzt werden:
| Von                             | Bis                             | km/h  |
| ------------------------------- | ------------------------------- | ----- |
| Rennes (km 373,2)               | km 373,7                        | 30/60 |
| km 373,7                        | Bif. de Port-Cahours (km 375,6) | 120   |
| Bif. de Port-Cahours (km 375,6) | km 375,9                        | 110   |
| km 375,9                        | km 404,0                        | 140   |
| km 404,0                        | km 420,0                        | 150   |
| km 420,0                        | km 422,5                        | 140   |
| km 422,5                        | km 430,0                        | 150   |
| km 430,0                        | km 453,0                        | 140   |
| km 453,0                        | Saint-Malo (km 454,1)           | 60    |

## Betrieb
Die Strecke ist eine wichtige Achse im Regionalverkehr (TER), sie ist die nachfragestärkste in der Region Bretagne.
Der Frühjahrsfahrplan 2017 sieht werktags 17 Regionalzugfahrten Rennes–Saint-Malo und zwölf Fahrten bis Montreuil vor, fünf weitere fahren von Rennes über Dol nach Caen; der Fahrplan am Wochenende ist demgegenüber ausgedünnt, es gibt jedoch sonnabends ein durchgehendes Zugpaar Nantes–Rennes–Saint-Malo und zurück. Im Fernverkehr sind drei bis vier TGV pro Tag von und nach Paris-Montparnasse unterwegs, meist mit Zwischenhalt in Dol.

Im Sommer kommen weitere Verbindungen hinzu.
Im Personenverkehr sind ausschließlich Triebwagenzüge (überwiegend TGV und Autorail à grande capacité) unterwegs.
Der Güterverkehr ist schwach und nur nach Bedarf unterwegs.